# Zootechnik gromadzki
Zootechnik gromadzki – specjalista rolnictwa w zakresie produkcji zwierzęcej, zatrudniony w wydziale rolnictwa powiatowej rady narodowej i skierowany do pracy w gromadzie. Zootechnik – zawód rolniczy związany z chowem i hodowlą zwierząt gospodarskich. W ujęciu encyklopedycznym zootechnik specjalista zajmujący się doskonaleniem pogłowia zwierząt gospodarskich i stałym zwiększaniem ich produkcyjności.
Zootechnik gromadzki funkcjonował na terenie gromady w latach 1963–1967.

## Powołanie stanowiska zootechnika gromadzkiego
Zarządzeniem ministra rolnictwa z 1963 r. powołano zootechnika gromadzkiego. Zootechnik gromadzki formalnie zatrudniony był w wydziale rolnictwa powiatowej rady narodowej i oddelegowany został do gromady w celu podniesienia poziomu produkcji zwierzęcej. Ustanowienie stanowiska zootechnika związane było z programem prac nad doskonaleniem zwierząt gospodarskich, poprzez organizowanie sieci stacji oceny zwierząt, zakładów unasieniania zwierząt oraz placówek wylęgu drobiu.

### Zadania zootechnika gromadzkiego
Zarządzeniem ministra rolnictwa z 1963 r. do podstawowych zadań zootechnika gromadzkiego należały:
- upowszechnianie nowości rolniczych w zakresie modernizacji pomieszczeń inwentarskich i zapewnienie warunków zoohigienicznych,
- wdrażanie racjonalnych systemów żywienia zwierząt gospodarskich, w oparciu o pasze wytwarzane sposobem gospodarczym,
- upowszechnianie nowoczesnych metod konserwacji pasz – wprowadzanie kwaterowego wypadu bydła,
- przestrzeganie zasad prawidłowego unasieniania zwierząt – szkolenie producentów rolnych i udzielanie instruktażu fachowego.

### Ocena pracy zootechnika gromadzkiego
Zootechnik gromadzki oceniany był za:
- przyrost pogłowia zwierza gospodarskich, zwłaszcza pogłowia bydła i trzody chlewnej
- przyrost skupu mleka, żywca wołowego i wieprzowego,
- zorganizowanie pokazów prawidłowego żywienia i pielęgnacji zwierząt,
- upowszechnianie silosowania i budowania silosów oraz za zorganizowanie pokazów konserwacji pasz,
- założenie pastwisk kwaterunkowych,
- przyrost zużycia mieszanek pasz w żywieniu zwierząt.

### Zakres współpracy zootechnika gromadzkiego
Zootechnik w ramach swoich obowiązków wypełniał system zabiegów technicznych i biologicznych w celu doskonalenia pogłowia zwierząt gospodarskich. System obejmował żywienie, pielęgnowanie, dobór oraz organizację prac w produkcji zwierzęcej. Zootechnik gromadzki zobowiązany był do współpracy z:
- stacjami oceny zwierząt,
- zakładami unasieniania zwierząt,
- zakładami wylęgu drobiu.

W ramach planowych działań zootechnik zobowiązany był do dbania o zdrowie zwierząt, poprawianie stanu obiektów inwentarskich oraz zapewnienie bielenia pomieszczeń gospodarczych. Postępowanie zoohigieniczne polegały na dążeniu do optymalizacji środowiska zwierząt gospodarskich oraz ich ochrona przed wpływem czynników szkodliwych. Działania zootechnika wiązały się z weterynaryjną ochroną produkcji zwierzęcej.

## Przekazanie etatów zootechników gromadzkich
W 1968 r. etaty zootechników gromadzkich jednostek zewnętrznych wraz ze środkami finansowymi zostały przekazane do gromad, w celu zorganizowania gromadzkiej służby rolnej.